# Tempio di Giove Dolicheno
Il tempio di Giove Dolicheno, situato nel distretto di Balaklava (Sebastopoli), è uno dei più famosi 19 templi dedicati a Giove Dolicheno. Il santuario è, inoltre, una delle prime strutture conosciute collegata alla venerazione della divinità praticata dall'esercito romano.

## La ricerca

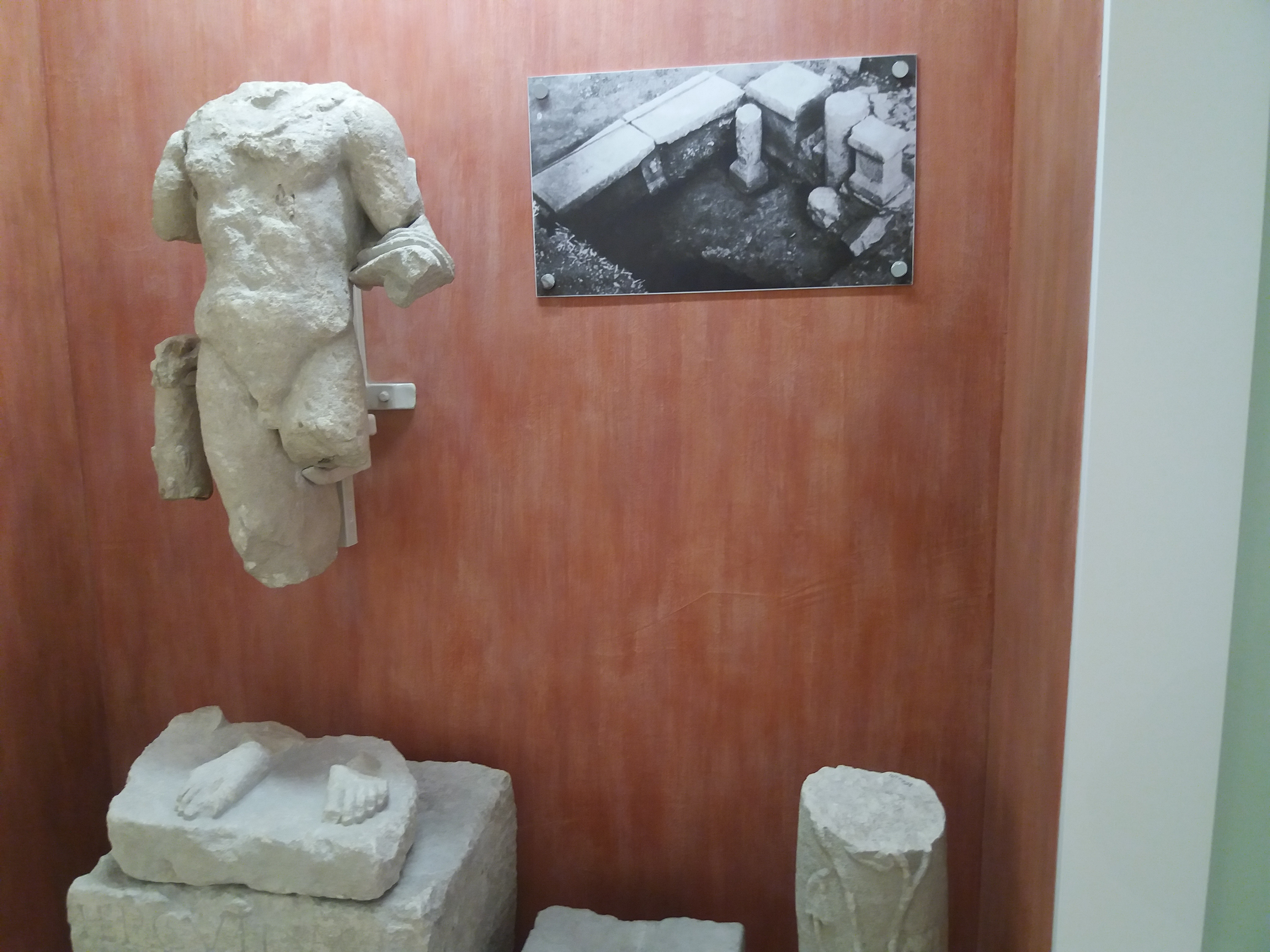
Tempio di Giove Dolicheno a Balacava. Piedistallo e statua di Ercole (esposti presso il museo-riserva naturale di Chersonesos)

Il tempio venne scoperto a Balaklava nel 1966, nel territorio della Kadikovka, dove prima era situata l'antica Kadi-koij. Nel tempio venivano condotte le cerimonie di culto dell'esercito romano, le cui basi militari erano situate presso la baia stessa. Tali basi, nel momento in cui venne costruito il santuario, ospitavano la prima legione italica. 
La costruzione del tempio, risalente al periodo dei regni di Antonino Pio e Marco Aurelio, viene datata tra il 139 ed il 161 d.C. 
Esso venne coinvolto in un incendio, per poi essere ricostruito sotto ordine di Marco Aurelio. La distruzione definitiva del tempio si riconduce orientativamente al 233 d.C., anno dopo il quale perse la sua funzione. 
Gli scavi archeologici a cui si riconduce la scoperta del tempio iniziarono intorno agli anni 1996-1997, quando in via Kommunarov furono trovate le fondamenta di una costruzione templare, mentre in via 40-letiya Oktyabrya furono rinvenuti i resti di circa altri dieci monumenti. Durante gli scavi furono riportate alla luce monete in rame e argento provenienti da Cherson e Bospor, coppe con inscrizioni dedicate a Giove Dolicheno, immagini di aquile, tori e lune, satiri, candelabri, statuine di Kore-Persefone, panche, tavoli, utensili da cucina in ceramica e capitelli di ordine ionico.
Nel tempio sono state scoperte una statua con piedistallo dedicata a Ercole, un altare associato al culto di Vulcano, le parti inferiori di due colonne in calcare, una delle quali decorata con dell'edera rampicante, e una moltitudine di reperti minori (statuette, monete, etc.). L'inscrizione sul piedistallo dedicato ad Ercole cita:
L'altare fu dedicato a Vulcano in voto dal centurione della Legio XI Claudia Antonio Proclo. 
Si stima che la costruzione dell'altare risalga all'anno 174 d.C.
Inoltre, all'interno del tempio è stato ritrovato un altro altare, dedicato a Nemesi.
Nel tempio di Giove Dolicheno di Balaklava, è stato anche trovato un altare dedicato a Mitra e dei frammenti di una raffigurazione della dea Minerva. 
Tra tutte le scoperte rinvenute all'interno del luogo di culto, degno di nota è sicuramente il busto scolpito in pietra calcarea locale di Balaklava, dedicato ad Apollo, realizzato in stile classico dei primi secoli dopo Cristo.